# 켑모
켑모(Keb' Mo', 1951년 10월 3일 ~ )는 본명인 케빈 루스벨트 무어(Kevin Roosevelt Moore)로서 그는 미국의 블루스 기타리스트이자 싱어송라이터이다.